# Lucy Hall
Lucy Hall (Leicester, 21 de fevereiro de 1992) é uma triatleta profissional britânica.

## Carreira

### Londres 2012
Lucy Hall disputou os Jogos de Londres 2012, terminando em 33º lugar com o tempo de 2:04:38. 